# Centromochlus heckelii
Centromochlus heckelii is een straalvinnige vissensoort uit de familie van de houtmeervallen (Auchenipteridae). De wetenschappelijke naam van de soort is voor het eerst geldig gepubliceerd in 1853 door De Filippi.